# Медвежка (Коми)
Медвежка — посёлок в Усть-Цилемском районе Республики Коми России.
Находится в нижнем течении реки Печора, где река разделяется на 2 русла, огибая остров Харин.

## История
Возник в годы Великой Отечественной войны как поселение для уже побывавших в лагерях ГУЛага, раскулаченных семей, а также русских немцев, высланных вглубь страны.
Имелась специализированная комендатура, небольшое число местных жителей. Население посёлка в те годы занималось сельским хозяйством, заготовкой сена, животноводством, заготовкой леса. Механизации практически не было, все делалось вручную и конной тягой. Труд был рабским, за малую оплату приходилось работать в неограниченных сменах. Электричество и радио отсутствовало, многие семьи жили в землянках, пока совхоз, образованный в с. Новый Бор, (Медвежка стала его отделением), не построил дома для своих работников. Население поселка в 1970-1980-х годах не превышало 650 человек, в настоящее время совхоз прекратил существование, в посёлке живёт не более ста человек.
В поселке действовала только восьмилетняя школа, классы были переполнены, а обучение шло в две смены, и в общей сложности в неё приходило около 300 детей. С 2020 года учебное заведение не функционирует по решению собрания жителей поселения.